# كلير وينغر هاريس
كلير وينغر هاريس (بالإنجليزية: Clare Winger Harris)‏ (18 يناير 1891، فري بورت في الولايات المتحدة - 26 أكتوبر 1968، باسادينا في الولايات المتحدة)؛ روائية أمريكية. درست في كلية سميث.